# Meandrul de la Pererîta
Meandrul de la Pererîta este un monument al naturii de tip geologic sau paleontologic în raionul Briceni, Republica Moldova. Este amplasat la sud de satul Pererîta, pe malul stâng al râului Prut. Are o suprafață de 5 ha. Obiectul este administrat de Primăria satului Pererîta.

## Descriere
Meandrul reprezintă o sinuozitate a cursului de apă a râului Prut spre sud cu revenirea spre est, fiind format astfel un lob îngust. În acest loc, pe malul stâng (al Republicii Moldova), au fost identificate depozite cretacice (cenomaniene), neogene (badeniene și volhiniene) și cuaternare. Formațiunile cenomaniene, cu grosimea de 22 m, au fost cercetate de geologul Theodor Văscăuțeanu, care a identificat resturi scheletice de arici-de-mare (Holaster laevis Ag.). Argilele și calcarele badeniene conțin resturi de alge (Picten elegans, Litotamnium sp.) și foraminifere (Polystomella indigena). Prundișul și argilele loessoide ale terasei pleistocene conțin oase de mamut (Mammuthus primigenius Blum.) și cabalină (Equus caballus fossilis L.), tot aici au fost descoperite unelte de silex datând din paleoliticul superior.

## Statut de protecție
Obiectivul a fost luat sub protecția statului prin Hotărîrea Sovietului de Miniștri al RSSM din 8 ianuarie 1975 nr. 5, iar statutul de protecție a fost reconfirmat de Legea nr. 1538 din 25 februarie 1998 privind fondul ariilor naturale protejate de stat. Deținătorul funciar al monumentului natural este Primăria satului Pererîta.
Meandrul prezintă interes din punct de vedere paleontologic, datorită secvenței stratigrafice în ordine cronologică a depozitelor. Zona prezintă și importanță turistică datorită unicității peisajului.
Conform situației din anul 2016, aria naturală nu este amenajată pentru odihna populației. Panoul informativ care atestă statutul de protecție este amplasat într-un loc retras, astfel încât poate fi omis de vizitatori.

## Galerie de imagini

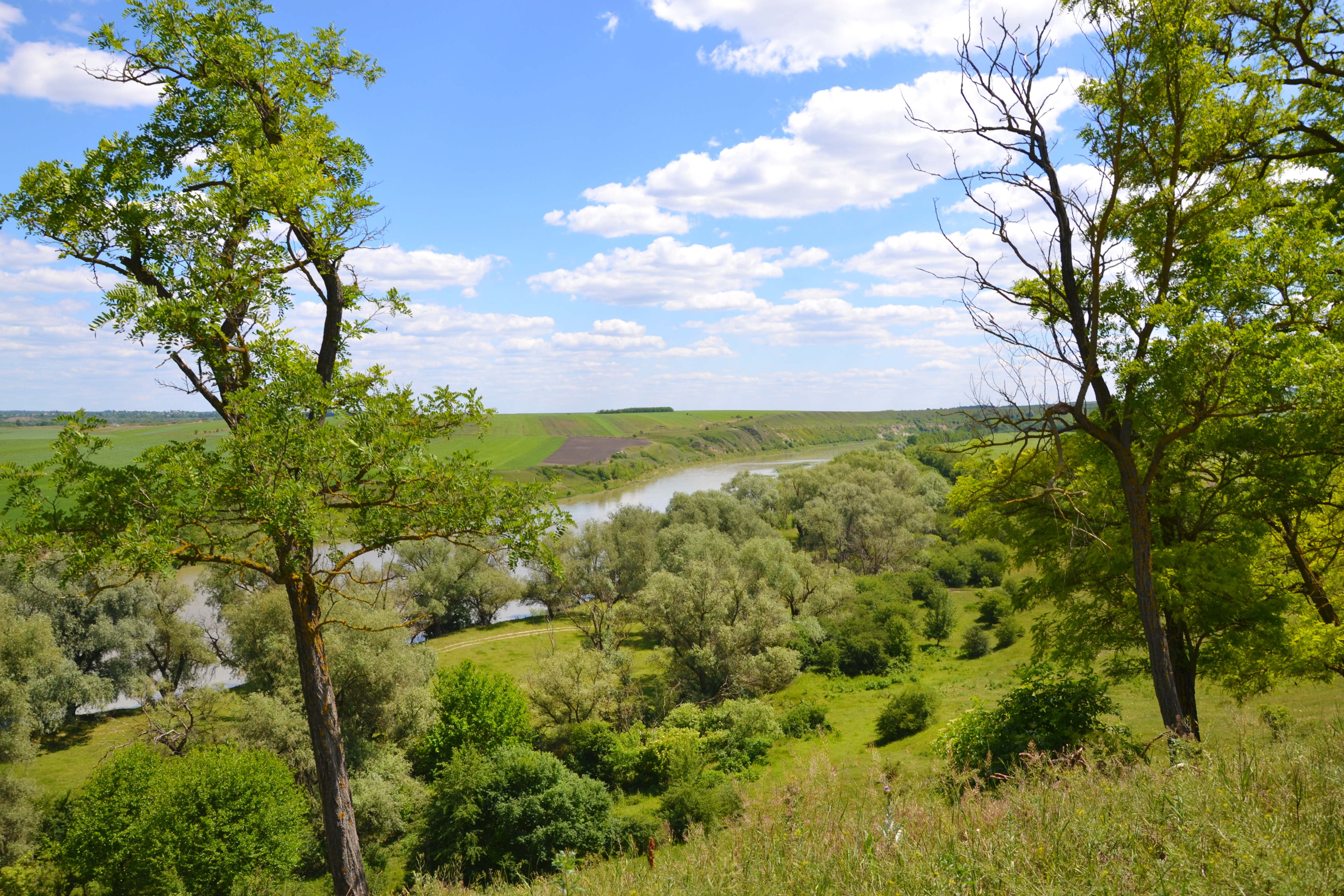
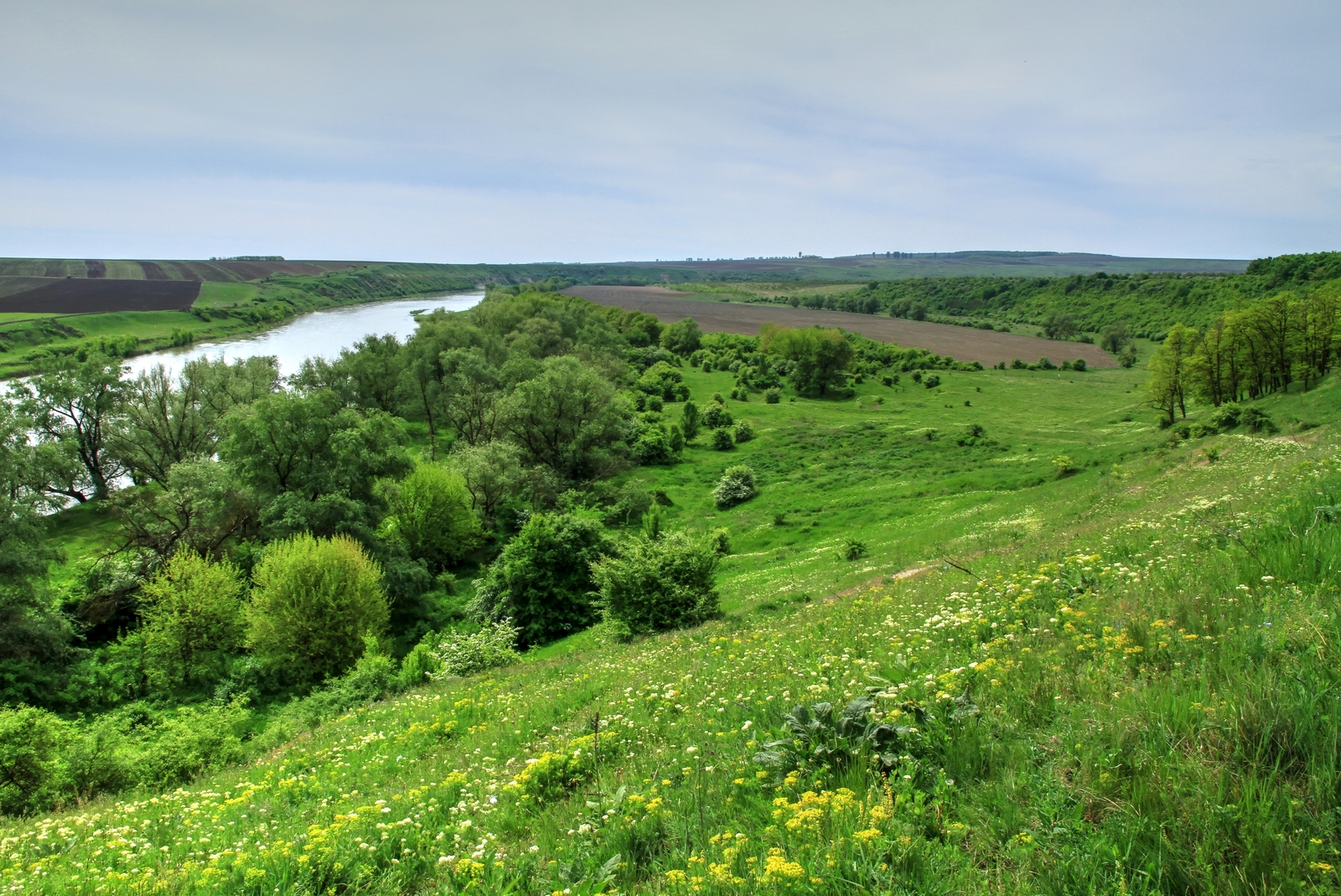
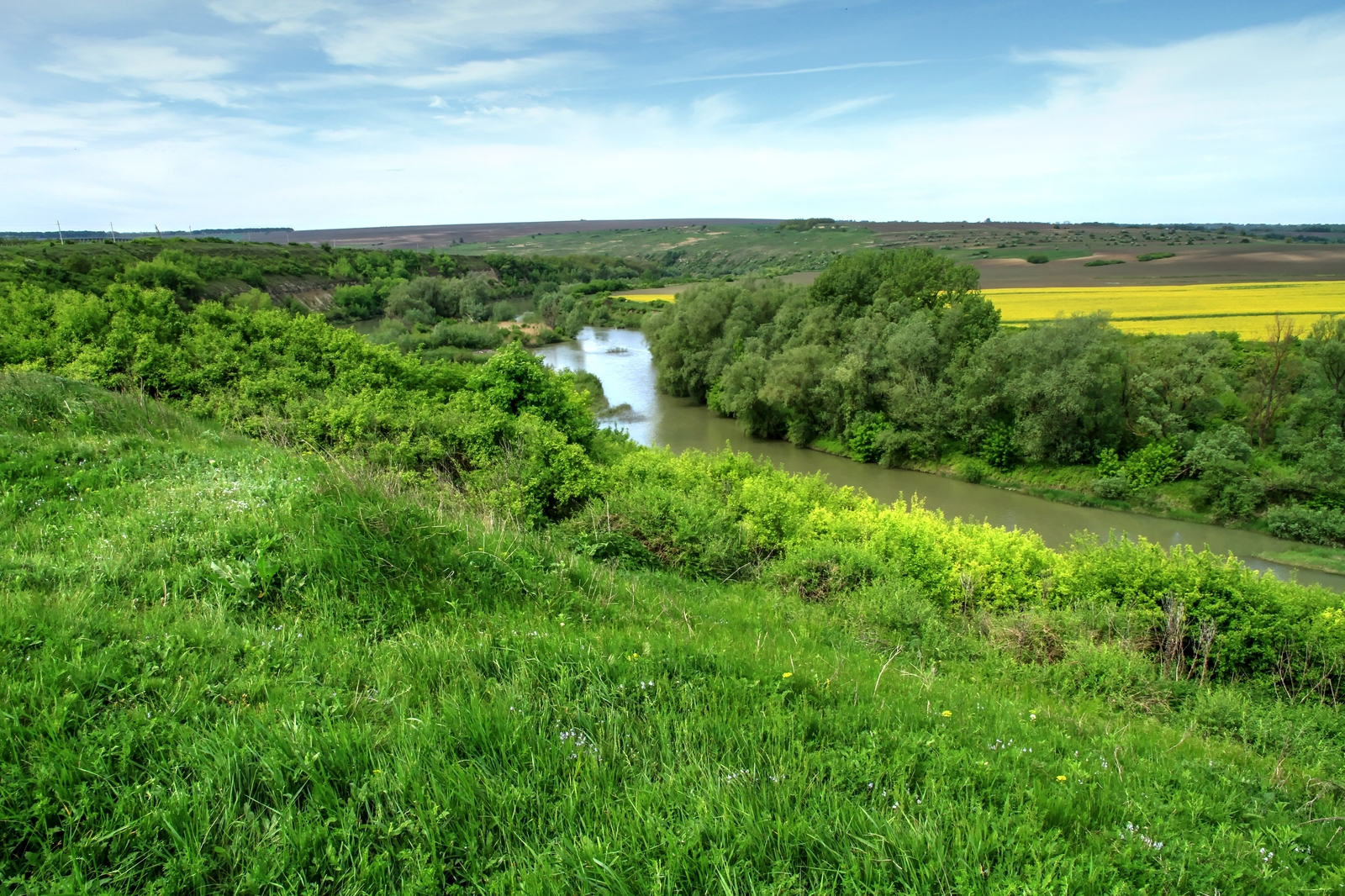
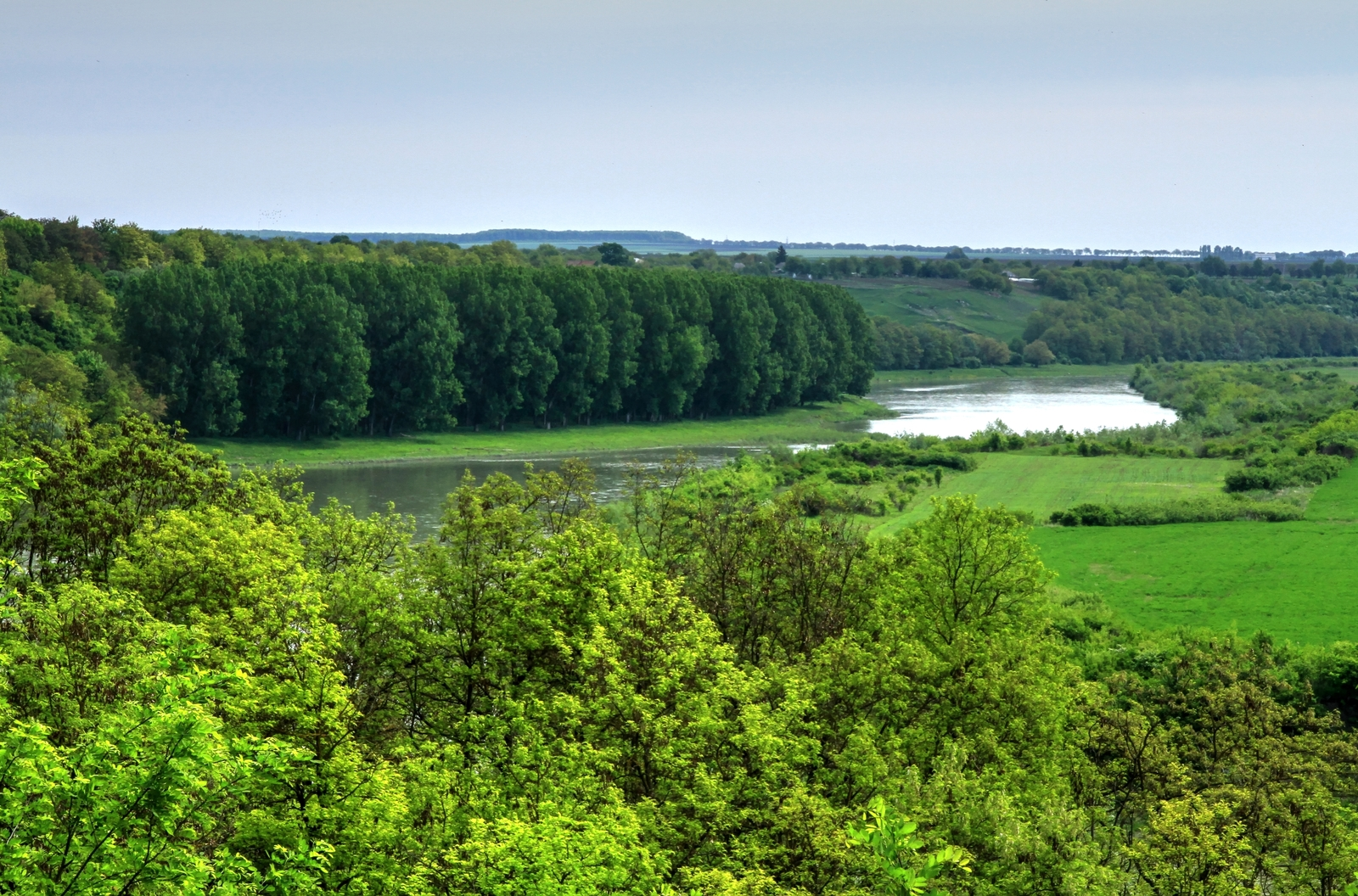